# ESG (azienda)
La ESG Elektroniksystem- und Logistik-GmbH è una società tedesca con sede a Monaco di Baviera e sede operativa a Fürstenfeldbruck. La ESG progetta e costruisce sistemi integrati di meccatronica per uso militare e civile. Fornisce forze armate come la Bundeswehr.

## Azionariato
Fino al 2015 azionisti della società furono: Airbus Defence and Space, Rohde & Schwarz, Thales con ciascuno il 30% così come Northrop Grumman con il 10%, il rimanente era in mano a privati Armira Partners GmbH & Co KG con sede a Monaco. Al 2016 erano azionisti la società di Bielefeld GB GbR con Carl Christian Oetker, Richard Oetker e Ludwig Graf Douglas. Accanto il figlio di John Jahr senior, Michael Jahr, Albrecht Fürst zu Oettingen-Spielberg e membri della famiglia Staff von Reitzenstein.
Il 2 aprile 2024 il gruppo Hensoldt ha acquisito il gruppo ESG.

## Società controllate
- ESG Aerosystems Inc.
- ESG Consulting GmbH
- PTL Luftfahrt GmbH
- ESG B.V.
- KBN-Gruppe